# Quercus petelotii
Quercus petelotii — вид рослин з родини букових (Fagaceae), ендемік В'єтнаму.

## Опис
Це дерево понад 15 метрів заввишки. Листки овальні або овально-довгасті, тонкі, 5–10 × 2.5–4 см; основа клиноподібна; верхівка загострена; край цілий з кількома зубчиками на верхівковій 1/3; з обох сторін зелений, голий; ніжка без волосся, 1 см. Жолуді яйцеподібні, завдовжки 20–30 мм, ушир 15–20 мм; чашечка охоплює 1/3 горіха, з 8–10 блідо-жовтими концентричними кільцями, зубчастими по краю; дозрівають першого року.

## Середовище проживання
Ендемік В'єтнаму; росте на висотах від 400 до 800 метрів.